# Selina-Maria Edbauer
Selina-Maria Edbauer (* 11. März 1998 in Leoben), besser bekannt unter ihrem Künstlernamen Salena, ist eine österreichische Sängerin. 
Zusammen mit Teodora Špirić vertrat sie Österreich unter dem Namen Teya & Salena beim Eurovision Song Contest 2023.

## Leben und Karriere
Selina-Maria Edbauer wurde in Leoben geboren und wuchs in Österreich auf. Noch bevor sie 2023 beim ESC antritt, versuchte sie schon beim ESC anzutreten, beispielsweise 2019 mit Behind the Waterfall.
2017 nahm sie bei The Voice of Germany teil und erreichte dort als Teil des Teams von Samu Haber die dritte Runde. 2021 lernte sie Teodora Špirić bei Starmania kennen und schied dabei im Halbfinale aus.
Am 31. Jänner 2023 wurde bekannt gegeben, dass sie und Teodora Špirić für Österreich unter dem Namen Teya & Salena beim Eurovision Song Contest 2023 antreten werden. Der Song Who the Hell Is Edgar? wurde bei einem Songwriting-Camp in Tschechien geschrieben. Im Finale des ESCs erreichten sie den 15. Platz.
Nach dem Erfolg beim Eurovision Song Contest schrieben die beiden noch einen Song: Bye Bye Bye.
Kurz vor der Auflösung des Duos kam noch der Weihnachtssong Ho Ho Ho heraus.

## Diskografie
Singles
- 2020: Lyning Still (Acoustic)
- 2022: Pretty Imperfection
- 2024: Picky Promise
- 2024: Vacation

Als Teya & Salena
- 2023: Who the Hell Is Edgar?
- 2023: Bye Bye Bye
- 2023: Ho Ho Ho